# Europa – Demokratie – Esperanto
Europa – Demokratie – Esperanto (Kurzbezeichnung: EDE), auf Esperanto Eŭropo – Demokratio – Esperanto, ist eine europäische politische Bewegung, die sich zum Ziel gesetzt hat, mittels der Plansprache Esperanto für eine Verbesserung der Verständigung und eine Stärkung der Demokratie in Europa zu sorgen. Der französische EDE-Landesverband Europe, démocratie, espéranto nahm an allen Europawahlen seit 2004 teil, der deutsche Verband an der Europawahl 2009.

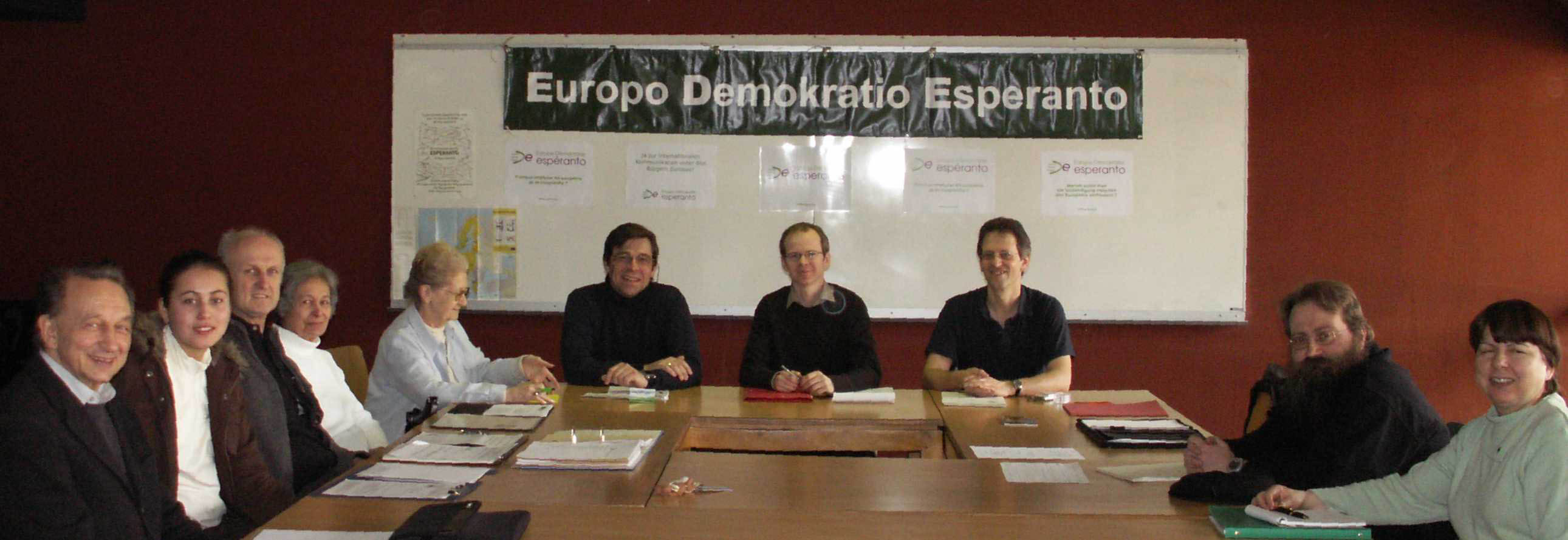
1. Internationale EDE-Konferenz in Straßburg, 27. Februar – 1. März 2009

## Geschichte und Struktur
EDE wurde am 21. Oktober 2003 in Straßburg als Dachverband auf europäischer Ebene (EDE-Föderation) gegründet. Noch im selben Jahr wurde ein Landesverband Frankreich mit Sitz in Paris ins Leben gerufen. Der französische Landesverband ist als politische Partei organisiert. Dort bestehen auch einige regionale EDE-Verbände.
Die Gründung des deutschen Landesverbandes erfolgte am 1. Februar 2004 in Emden. Der eingetragene Verein wurde am 5. Juli 2008 in Wiesbaden neu gegründet, um als sonstige politische Vereinigung an der Europawahl 2009 teilzunehmen. Wiesbaden wurde dabei auch Sitz des Vereins.
Außer in Frankreich und Deutschland haben sich (Stand 2024) in Ungarn und Polen größere Gruppen von EDE-Unterstützern organisiert. 

## Inhaltliches Profil
EDE setzt sich für Verständigung, Frieden und Gerechtigkeit ein. Die Menschen sollen einander mit allseitiger Achtung begegnen und in einen freien, gleichberechtigten und offenen Dialog treten. Um diesen Dialog über Grenzen hinweg zu fördern, soll Esperanto als neutrale und leicht erlernbare Brückensprache verbreitet werden. EDE weist dabei darauf hin, dass Esperanto bereits heute von Menschen auf der ganzen Welt aktiv für die internationale Kommunikation verwendet wird. Man möchte sich „für kleine zielführende Schritte einsetzen, die zur Popularisierung des Esperanto beitragen, damit es sich dann wegen des immer weiter steigenden praktischen Werts auch von selbst weiter verbreitet“. Langfristig soll Esperanto zur ersten Fremdsprache werden. Die Muttersprachen, National-, Regional- und Minderheitensprachen sollen dabei jedoch keineswegs verdrängt, sondern gestärkt und bewahrt werden.
EDE unterstützt den Prozess der europäischen Einigung und befürwortet die Europäische Union. Der deutsche EDE-Landesverband betont, dass der Vertrag von Lissabon „in eine richtige Richtung“ weist, an verschiedenen Stellen allerdings weiterer Diskussionsbedarf besteht. Dazu stellt er auch die Idee zur Diskussion, dass die EU-Bürger auch per Referendum über die Annahme des Vertrags entscheiden. Der französische EDE-Landesverband steht dem Vertrag von Lissabon eher kritisch gegenüber und fordert, dass eine eigens für diesen Zweck vom Volk gewählte Versammlung eine neue EU-Verfassung ausarbeiten soll, über die dann die EU-Bürger per Referenden abstimmen sollen.
Zu Themen, die nicht direkt die Sprachen- oder Europapolitik betreffen, äußert sich EDE eher zurückhaltend. Sowohl in Deutschland als auch in Frankreich betont EDE die Bedeutung von Ökologie und Nachhaltigkeit. Der deutsche EDE-Landesverband nimmt auch Stellung zu Themen wie Wirtschafts-, Finanz-, Arbeits-, Sozial- und Gesundheitspolitik; diese Stellungnahmen sind jedoch bewusst allgemein gehalten. Generell betont EDE, dass man sich den humanistischen Ideen des Autors der Sprache Esperanto, Ludwig Zamenhof, verpflichtet fühlt und sich auch auf die Allgemeine Erklärung der Menschenrechte der UN und die Allgemeine Erklärung der Sprachenrechte der katalanischen NGO CIEMEN stützt.

## Wahlergebnisse
Seit Gründung nimmt EDE an Europawahlen teil; in Frankreich an allen Wahlen seit 2004, in Deutschland nur 2009.

### 2004

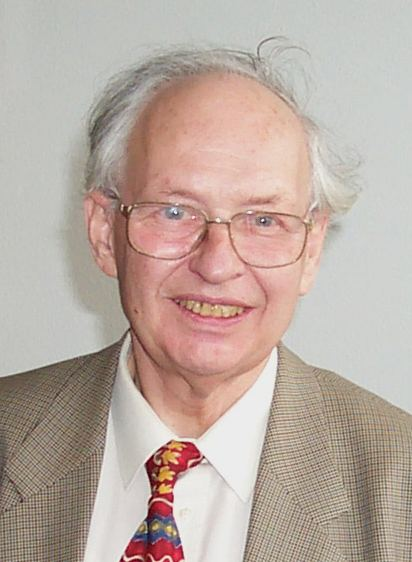
Spitzenkandidat 2009 in Deutschland: Reinhard Selten – Nobelpreisträger für Ökonomie (1994), Foto 2001

Der französische EDE-Landesverband nahm an der Europawahl 2004 teil und erhielt 0,15 % der Stimmen. Die absolute Zahl der Stimmen betrug 25.259. Da sich der deutsche EDE-Landesverband erst recht kurz vor der Europawahl 2004 gründete, gelang es ihm nicht, rechtzeitig die erforderlichen 4.000 Unterstützungsunterschriften beim Bundeswahlleiter einzureichen. 

### 2009
Spitzenkandidat zur Europawahl in Deutschland 2009 war Reinhard Selten, Nobelpreisträger für Wirtschaftswissenschaften des Jahres 1994. Bei der Wahl erreichte die EDE 11.722 Stimmen (0,045 %). Zahlenmäßig wurden dabei in Baden-Württemberg mit 2.175 die meisten Stimmen in einem Bundesland gezählt, prozentual am besten abgeschnitten hat EDE mit 0,15 % in Mecklenburg-Vorpommern. In Frankreich erhielt die EDE 28.944 Stimmen (0,17 %).

### 2014
In Frankreich erhielt EDE 33.115 Stimmen (0,18 %).

### 2019
In Frankreich erhielt EDE 18.587 Stimmen (0,08 %).

### 2024
Die EDE trat erneut zur Europawahl in Frankreich an und erhielt 10.350 Stimmen.

## Kritik
Im Zusammenhang mit der Zulassung von EDE zur Europawahl 2009 in Deutschland wurde EDE in der Presse gelegentlich als „recht skurrile Wählervereinigung“ bezeichnet oder in einem Atemzug mit der Pogo-Partei genannt.
Auch innerhalb der Esperanto-Bewegung ist EDE nicht unumstritten. So plädierte der spätere Vorsitzende der Esperanto-Weltjugend TEJO, Gregor Hinker, im Jahr 2004 in der Verbandszeitschrift der Deutschen Esperanto-Jugend dafür, EDE nicht zu unterstützen, da sich Esperanto „nicht als Fundament einer politischen Partei“ eigne und die Vielfalt der politischen Meinungen in der Esperanto-Bewegung zeige, „wie absurd die Idee einer politischen Esperanto-Partei ist“.

## Bilder

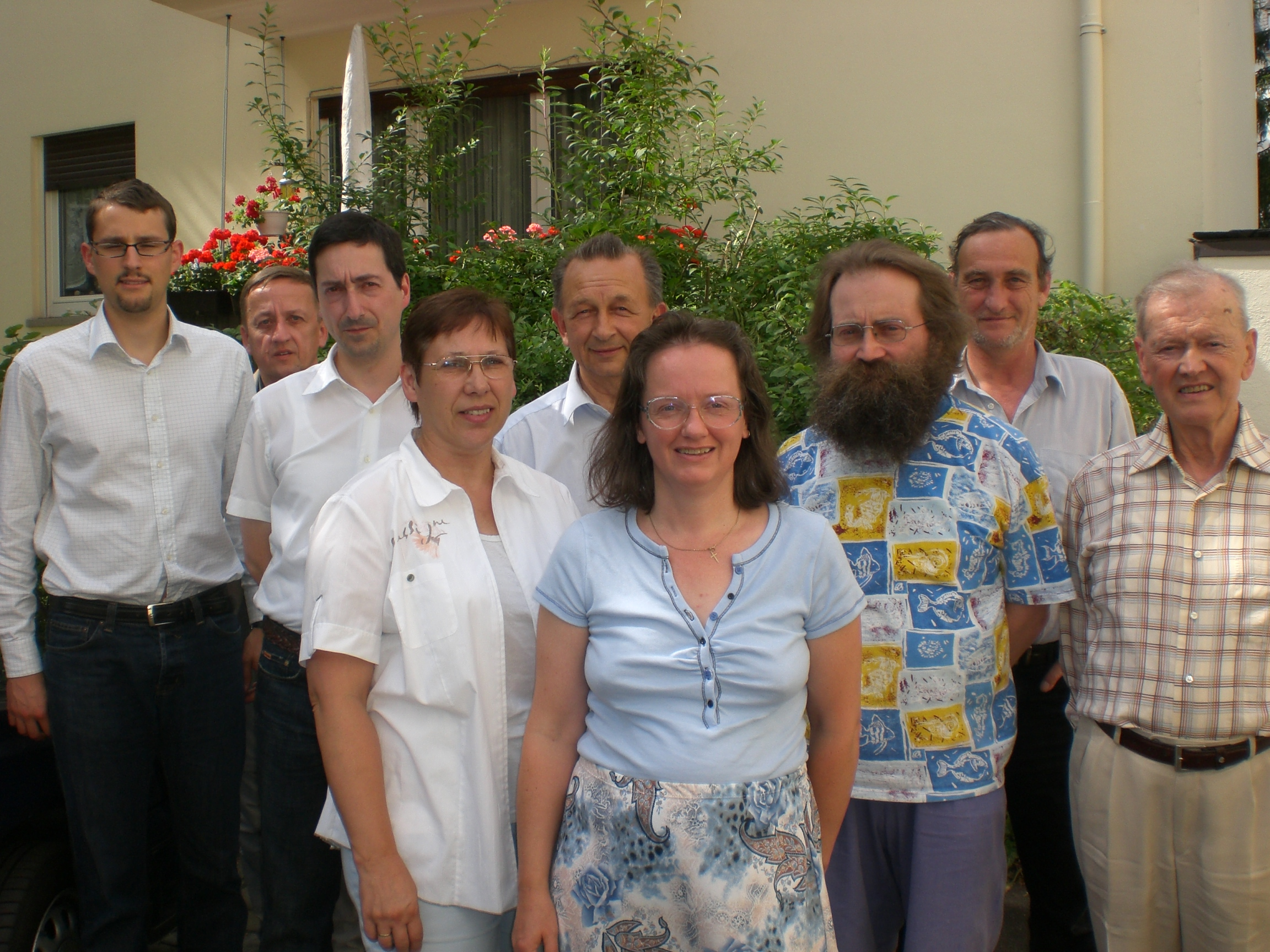
Teilnehmer der Gründungsversammlung des Vereins "Europa - Demokratie - Esperanto" in Wiesbaden, 5. Juli 2008
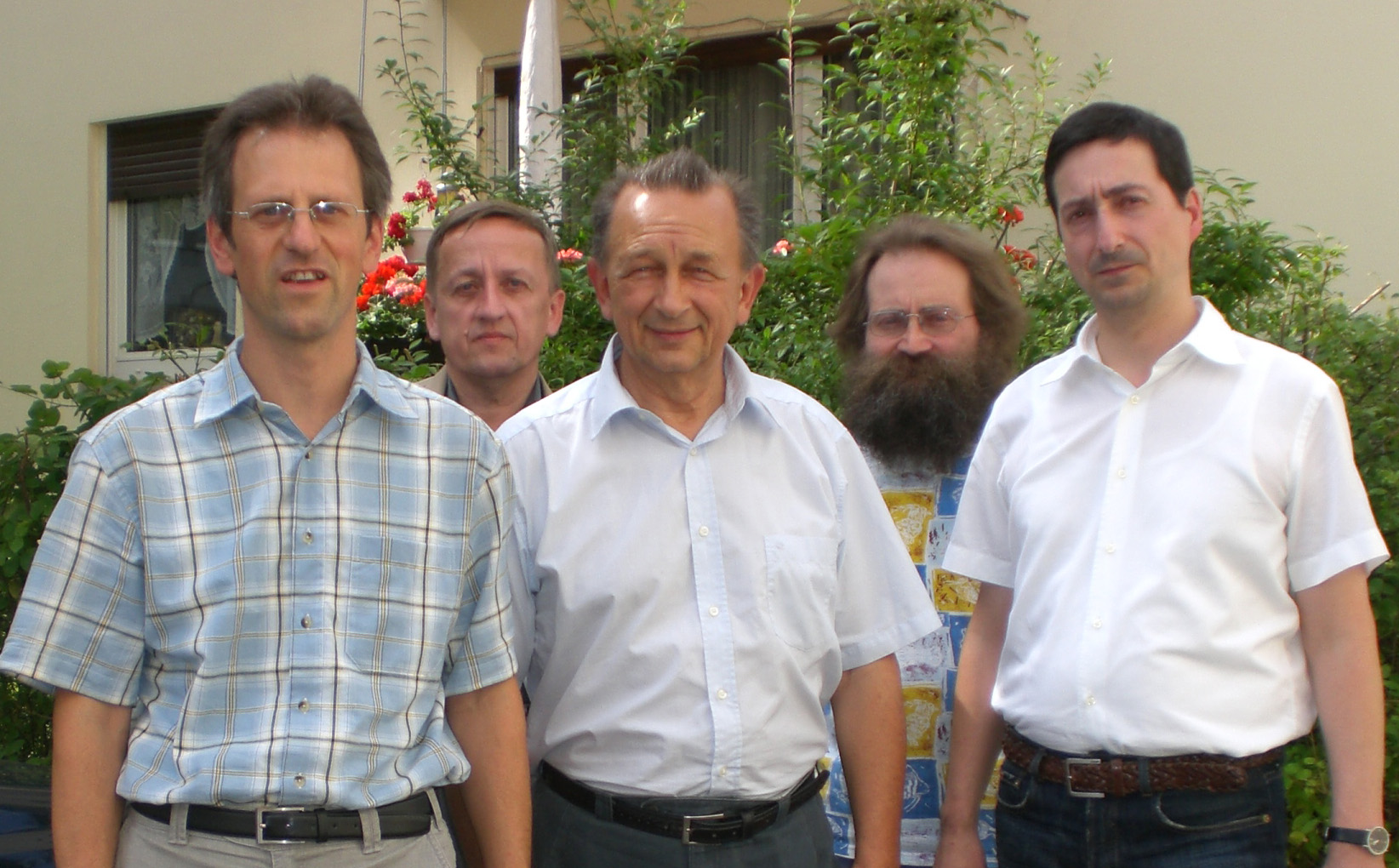
Vorstand des Vereins "Europa - Demokratie - Esperanto" am Tag der Neugründung, 5. Juli 2008
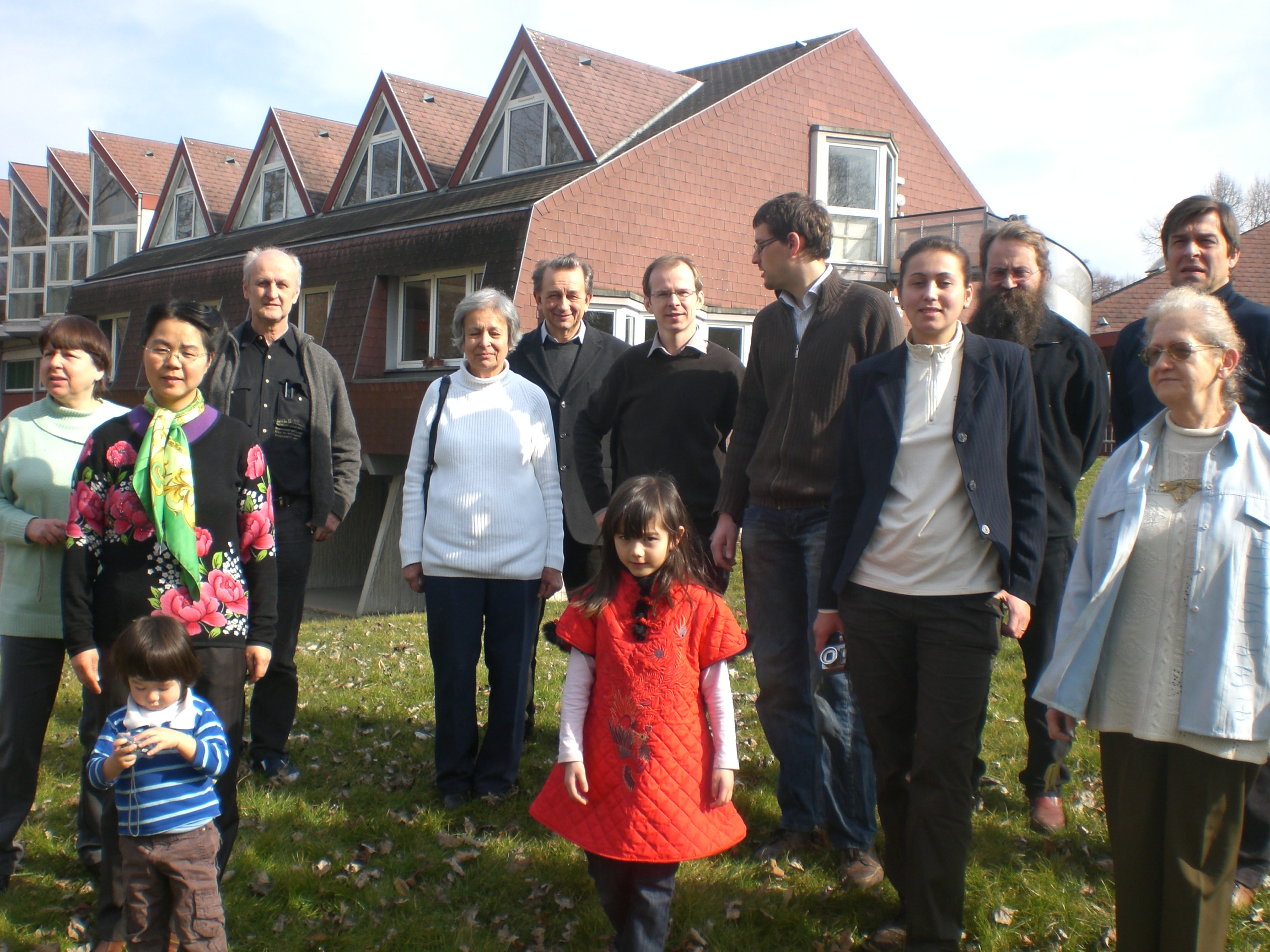
Teilnehmer der 1. Internationalen EDE-Konferenz in Straßburg, 27. Februar bis 1. März 2009
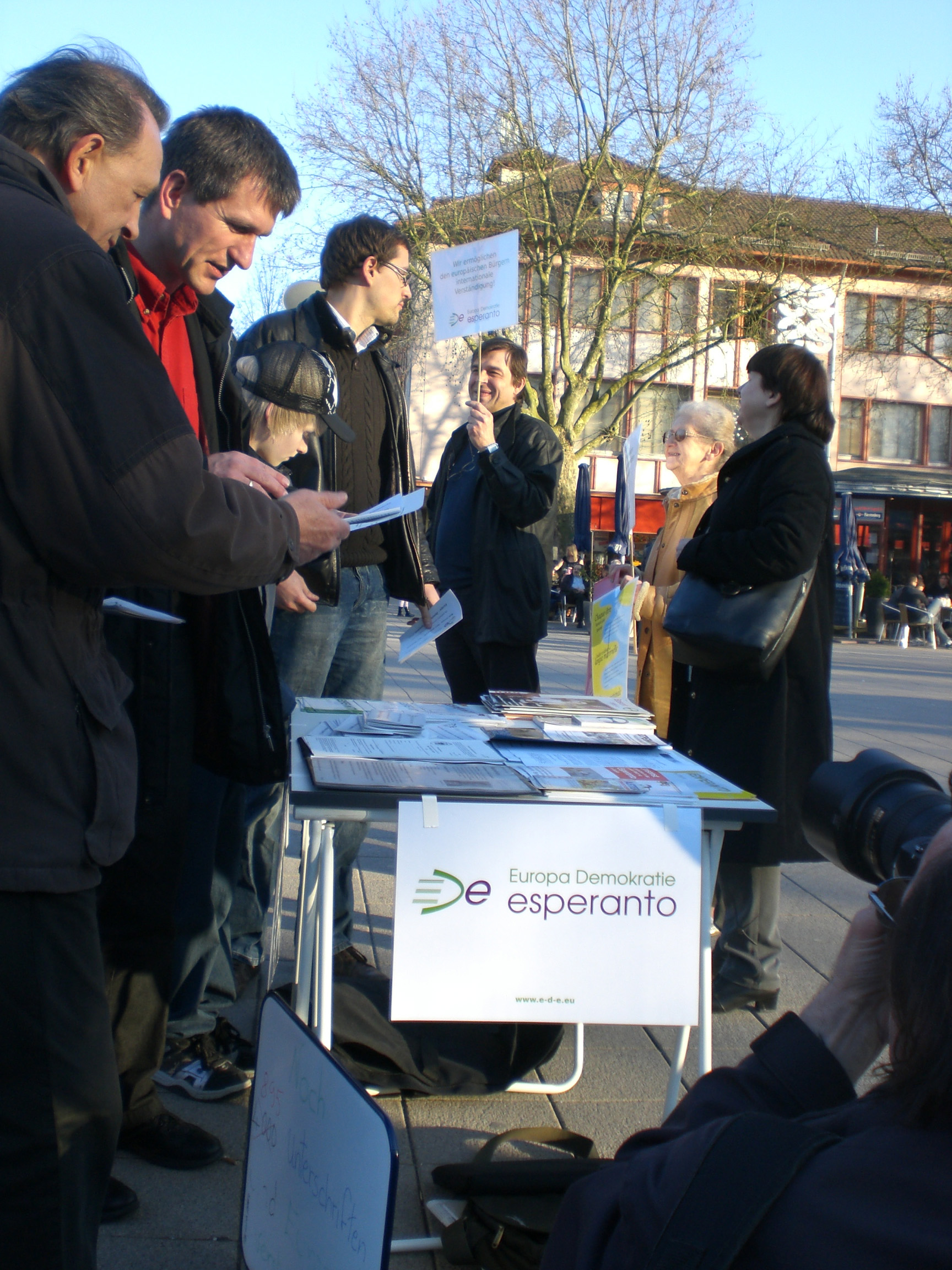
Info-Stand in Kehl (Baden-Württemberg) während der 1. internationalen EDE-Konferenz in Straßburg, 27. Februar bis 1. März 2009
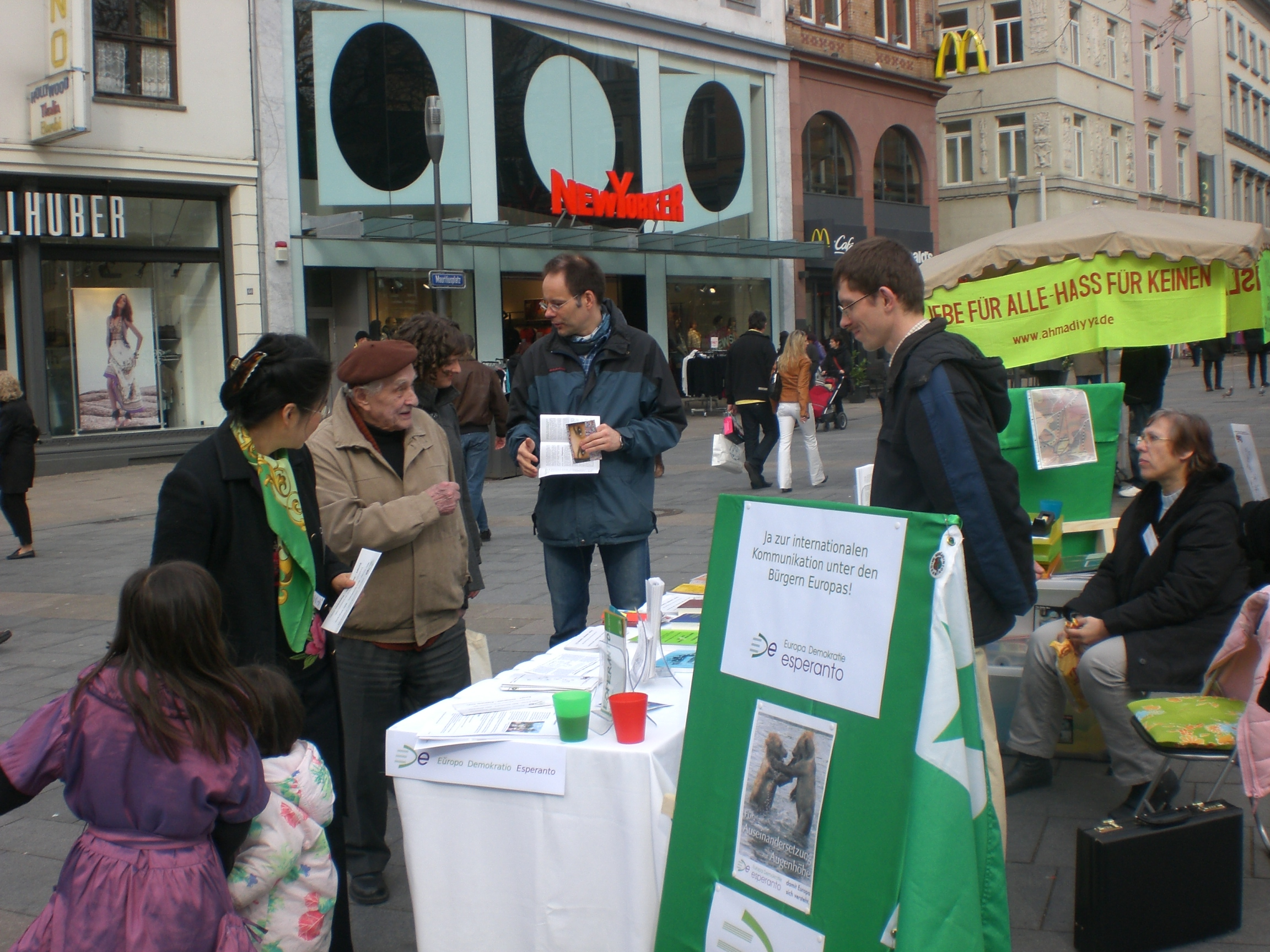
Infostand in Wiesbaden, März 2009